# Unabhängige Syrische Kirche von Malabar

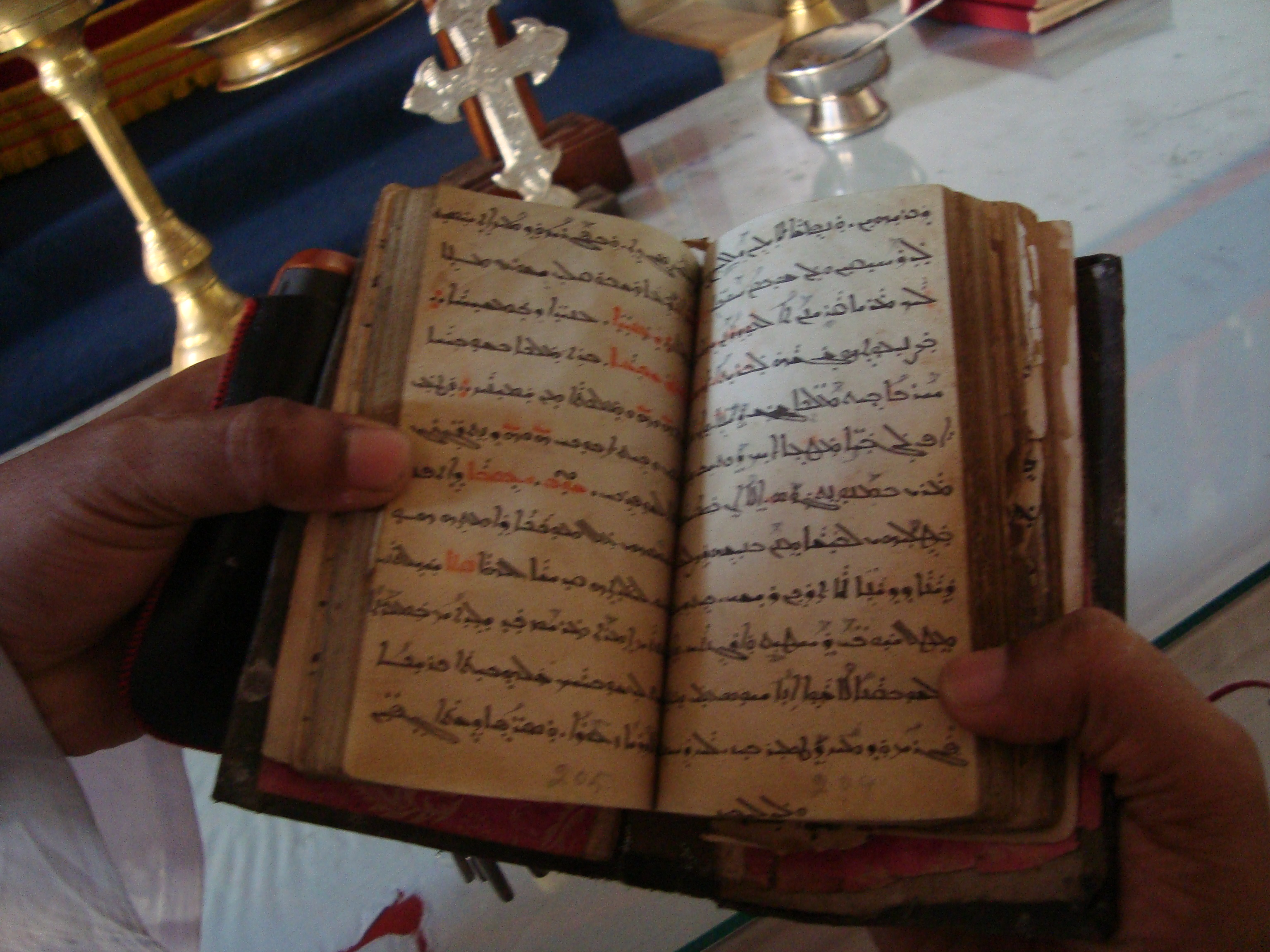
Die Bibel in altsyrischer Schrift in der St. Georgs-Kathedrale in Thozhiyur, Kerala, Südindien

Die Unabhängige Syrische Kirche von Malabar (engl. Malabar Independent Syrian Church (MISC)) ist eine autokephale und völlig eigenständige orientalisch-orthodoxe Kirche des westsyrischen Ritus. Der Sitz ihres Metropoliten ist Thozhiyur im indischen Bundesstaat Kerala, dort befindet sich auch die Hauptkirche, die St.-Georgs-Kathedrale. Sie wird deshalb auch „Kirche von Thozhiyur“ (Malayalam: Thozhiyur Sabha) genannt.

## Geschichte
Die Unabhängige Syrische Kirche Malabars führt ihre Ursprünge, wie alle anderen zu den Thomaschristen gehörenden Kirchen, auf die Mission des Apostels Thomas in Südindien zurück. Seit dem fünften Jahrhundert sind dort Christen nachgewiesen, die zunächst dem ostsyrischen Ritus anhingen. Die Portugiesen versuchten nach ihrer Ankunft in Indien, diese Christen der römisch-katholischen Kirche zu unterstellen. Ein Teil der südindischen Christen wies diese Versuche zurück. Nachdem die Portugiesen versuchten, den 1652 in Mylapur eingetroffenen syrisch-orthodoxen Bischof Aithalla Theodor festzunehmen, versammelten sie sich Anfang Januar 1653 zum Schwur vom Schiefen Kreuz (Coonan Cross Oath) und gründeten eine eigene Kirche. Um die Bischöfe gemäß der apostolischen Sukzession zu weihen, nahmen sie Kontakt zur Syrisch-Orthodoxen Kirche von Antiochien auf, was durch die Holländer, die die Portugiesen als Kolonialmacht ablösten, ermöglicht wurde. Im Jahr 1665 erreichte der syrisch-antiochenische Metropolit von Jerusalem, Mar Gregorius Abdul Jaleel, auf einem holländischen Schiff Kerala und weihte Mar Thoma I., der nach dem „Schwur vom Schiefen Kreuz“ zunächst nur eine Notweihe ohne Anwesenheit eines gleich- oder höherrangigen Bischofs erhielt, gemäß der Apostolischen Sukzession zum geistlichen Oberhaupt der nicht mit Rom vereinten Thomaschristen, die auch Kathanare genannt wurden.
Der syrisch-orthodoxe Metropolit von Jerusalem, Mar Gregorius, weihte in den Jahren 1766 und 1770 zwei Bischöfe zu Metropoliten von Kerala. Einer von beiden, Bischof Cyril, der als Mar Koorilose I. zum Metropoliten geweiht wurde, verlegte seinen Sitz im Jahr 1772 in das geographisch isolierte und zudem britisch beherrschte Gebiet von Anjur-Thozhiyur. Er erklärte die ihm folgenden Gläubigen dort für unabhängig und gründete damit die eigenständige Thozhiyur Sabha. Endgültig bestätigt wurde die Unabhängigkeit durch ein 1862 in Madras gegen einen Vertreter der syrisch-orthodoxen Kirche ergangenes Gerichtsurteil.

## Gegenwart

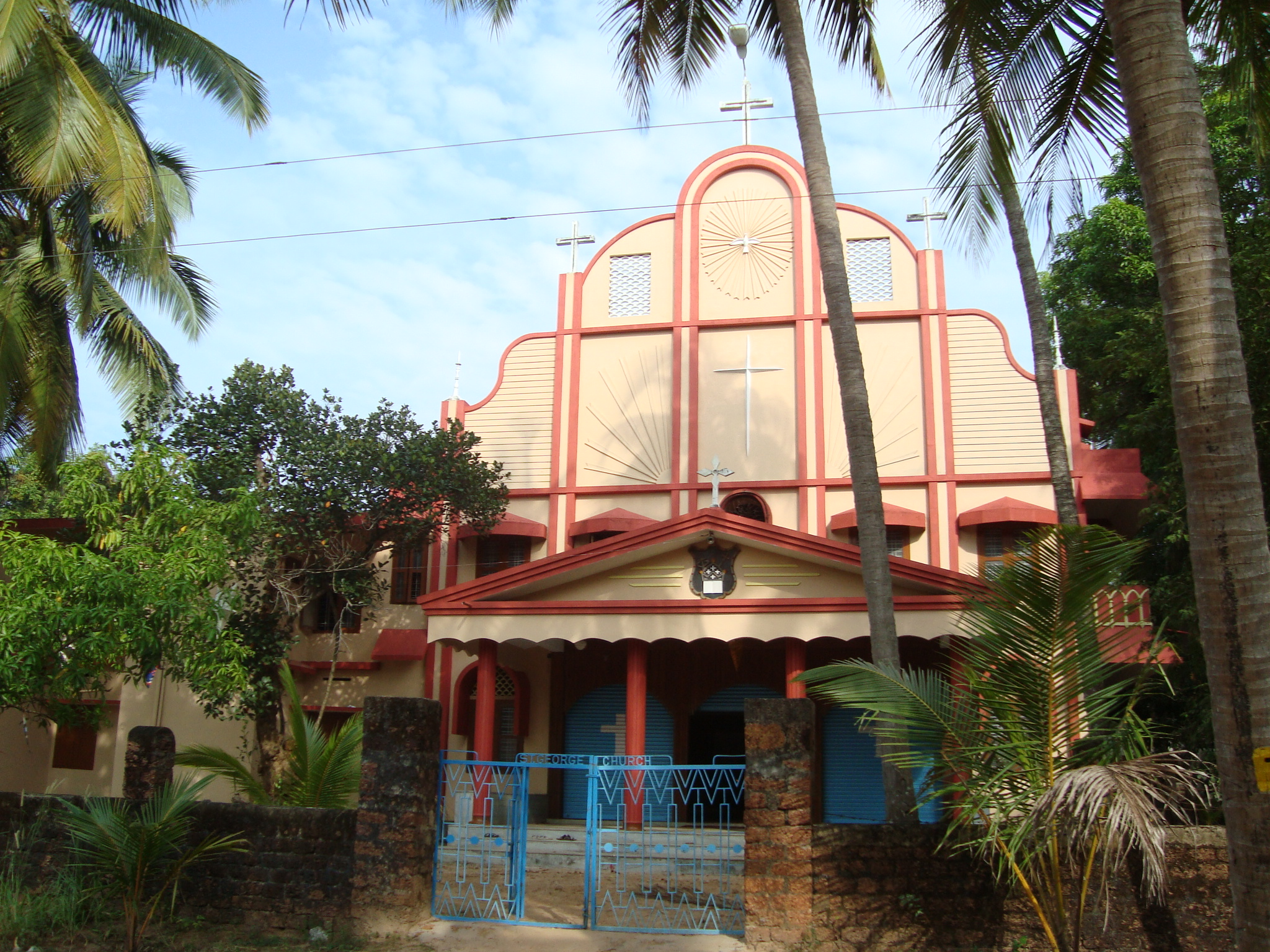
Die St.-Georgs-Kathedrale der Unabhängigen Syrischen Kirche von Malabar in Thozhiyur, Kerala, Südindien

Die Kirche besteht heute aus etwa 15 Gemeinden mit etwa 10.000 Gläubigen. Sie befinden sich überwiegend im Distrikt Thrissur im indischen Bundesstaat Kerala, es gibt aber auch Gemeinden in Chennai, Coimbatore und Kochi. Sie betreibt ein Krankenhaus und vier Schulen und gibt eine Zeitschrift heraus.
Das geistliche Oberhaupt der Kirche, der Metropolit wird von einer Kirchensynode (Sabha Mandalam) gewählt. Seit dem 28. Mai 2001 ist dies Cyril Mar Basilius I.
Die Kirche unterhält enge ökumenische Beziehungen speziell zu anderen indischen Kirchen und zur Anglikanischen Kirche. 1948 vereinbarte sie die Kommunionsgemeinschaft mit der Mar-Thoma-Kirche, 1989 mit der Church of England. 
Die Zusammenarbeit mit der Mar-Thoma-Kirche geht auf das Jahr 1893 zurück, als die MISC der Mar-Thoma-Kirche durch die Weihe eines Bischofs gemäß der apostolischen Sukzession aus einer Krise half. Seitdem unterstützt die Mar-Thoma-Kirche die MISC bei der Wahl ihrer Bischöfe. Nach ihrer Kirchenverfassung soll die MISC bei internen Schwierigkeiten die Unterstützung des Metropoliten der Mar-Thoma-Kirche suchen, obwohl sie der Mar-Thoma-Kirche weder untersteht noch mit ihr in allen Punkten der kirchlichen Dogmatik übereinstimmt. Dieses Verhältnis zwischen zwei unabhängigen Kirchen ist einmalig.
Nach einer Reise zweier englischer Geistlicher nach Thozhiyur bildete sich 1991 eine Unterstützergruppe für die MISC innerhalb der Church of England.

## Metropoliten
- Abraham Mar Koorilose (Kattumangattu) (1771–1802)
- Geevarghese Mar Koorilose (Kattumangattu) (1802–1807)
- Skaria Mar Philexenos (Cheeran) (1807–1811)
- Geevarghese Mar Philexenos (Kidangan) (1811–1829)
- Geevarghese Mar Koorilose (Kuthoorey) (1829–1856)
- Joseph Mar Koorilose (Alathoorey) (1856–1888)
- Joseph Mar Athanasius. (Maliyakal) (1888–1898)
- Geevarghese Mar Koorilose (Karumamkuzhi Pulikkottil) (1898–1935)
- Kuriakose Mar Koorilose (Kuthoorey) (1935–1947)
- Geevarghese Mar Koorilose (Cheeran) (1948–1967)
- Paulose Mar Philexenos (Ayankulangara) (1967–1977)
- Mathews Mar Koorilose (Kuthoorey) (1978–1986)
- Joseph Mar Koorilose (Alathoorey) (1986–2001)
- Cyril Mar Basilius I. (seit 2001)